# Canal Cordero
El canal de Cordero, a veces solamente canal Cordero (en inglés, Cordero Channel), es un canal o estrecho marino de la Columbia Británica, Canadá. El canal está limitado, al sur,  por varias de las islas Discovery y, al norte, por el continente, y es parte de la serie de estrechos que conectan el estrecho de Georgia, al sureste, con el estrecho de la Reina Carlota, al noroeste.
El canal Cordero corre hacia el noroeste bordeando las islas Sonora, Thurlow East y parte de Thurlow West. Su extremo oriental está conectado con la boca del Bute Inlet y con el canal Calm, próximos a la isla Stuart. Su extremo occidental está marcado por la boca del Loughborough Inlet, más allá del cual el canal pasa a llamarse canal Chancellor, que luego continúa hacia el oeste hasta el estrecho de Johnstone.
Hay cuatro zonas de rápidos provocadas por la marea a lo largo del canal de Cordero. El primero es Yuculta Rapids o Arran Rapids, en función de si el canal se introduce en el lado norte o al oeste de la isla Stuart. Los siguientes rápidos, de este a oeste, son Gillard Passage Rapids, Dent Rapids y Greene Point Rapids.

## Historia
El canal fue bautizado como Canal de Cardero en 1792, durante la expedición española de Dionisio Alcalá Galiano y Cayetano Valdés y Flores, en honor de José Cardero , el artista y dibujante de la expedición. Cardero navegaba en el barco de Valdés, la Mexicana. Había navegado con Alessandro Malaspina desde España a bordo de la corbeta Descubierta, posiblemente como sirviente. Después de que uno de los artistas oficiales dejara la expedición Malaspina en el Perú, Cardero comenzó a realizar de forma regular dibujos y fue confirmado como artista de la expedición en México, en 1791. Al igual que Galiano y Valdés, que también habían sido parte de la expedición Malaspina, Cardero fue separado de la misión principal de Malaspina a fin de participar en la exploración del estrecho de Georgia. Después de regresar a México, Cardero asistió a Galiano en la preparación de informes, mapas y grabados.  El nombre de canal de Cardero cambió con el tiempo a su forma actual, canal Cordero, y amplió su alcance geográfico para incluir un área más grande. La forma Cardero sobrevive en el nombre de la calle Cardero en el West End de Vancouver.

### La primera travesía

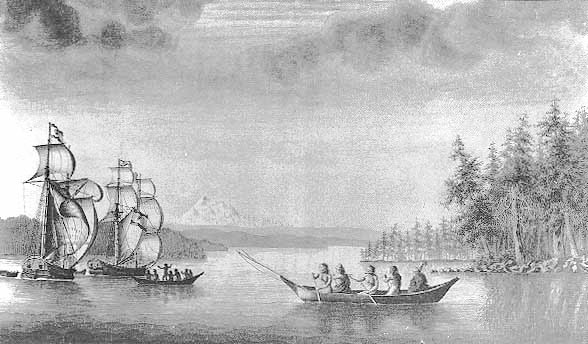
Dibujo de la Mexicana (izquierda) y Sutil (derecha) durante el viaje alrededor de la isla de Vancouver en 1792, dibujado por José Cardero. El monte Baker está al fondo.

La expedición española de 1792 de Galiano y Valdés utilizó el término canal de Cordero para referirse sólo una parte del actual canal Cordero, que es la porción oeste del Phillips Arm (brazo o ramal Phillips). Los nombres que los españoles deron a las otras partes del actual canal fueron canal de Remolinos (Yuculta Rapids), Angostura de los comandantes (Arran Rapids), canal de Carbajal (también Carvajal, al norte de la isla Sonora), canal del Engaño y canal de Olavide (al norte de la isla Thurlow Este y al este del brazo de Phillips).
Cerca de Rapids Arran, que hoy marca el extremo oriental del canal de Cordero, los españoles encontraron un gran pueblo cuyos habitantes eran amistosos y que les advirtieron que no siguieran a través de Rapids Arran debido a las fuertes corrientes y remolinos. Cuando la marea aflojó, los barcos españoles, así como un buen número de canoas indígenas, los atravesaron entrando en el canal de Cordero (en una sección a la que los españoles llamaron canal de Carvajal). Mediante signos, los nativos les indicaron que el canal se dirigía al mar. Después de hacer este descubrimiento, los españoles regresaron a su base de operaciones donde se reunieron por última vez, antes de volver al estrecho de Nutca, con la expedición británica de George Vancouver. Los españoles le contaron a Vancouver su descubrimiento de un pasaje hacia el mar y su intención de seguirlo. Poco después, también regresó uno de los barcos británicos de exploración, que a su vez había encontrado el estrecho de Johnstone. Las dos expediciones se separaron poco después, el 13 de julio de 1792, navegando los británicos a través del Pasaje Discovery y del estrecho de Johnstone, mientras que los españoles lo hicieron a través del canal de Cordero, del canal Chancellor y finalmente el canal Wellbore. Según el informe de Galiano, Vancouver consideró que el canal de Cordero era demasiado peligroso para sus barcos.
Desde su fondeadero entre la isla Redonda Oeste y la isla Cortes, los españoles partieron hacia el canal de Cordero el 13 de julio de 1792. Navegaron remontando el canal Calm y bordeando el lado oriental de la isla Stuart, antes de llegar a Arran Rapids (Angostura de los comandantes), la entrada del canal de Cordero, el 18 de julio. Tuvieron dificultades para entrar y se retiraron en varias ocasiones. El 19 de julio se encontraron con otro grupo de indígenas que habían capturado grandes cantidades de pescado en el estrecho. Con un poco que les orientaron los nativos, los españoles comprendieron mejor la naturaleza de las corrientes e hicieron un plan para cruzarlas. Cuando la corriente de la marea se debilitó por la tarde, los barcos españoles entraron, pero la corriente era todavía lo suficiente para que los barcos fuesen incapaces de gobernarse. En un momento dado, el buque de Galiano, el Sutil, quedó atrapado en un remolino, pero afortunadamente logró escapar. En la noche, en algún lugar cerca de la isla Dent, anclaron en una bahía, a la que dieron el nombre de Anclage del Refugio. Llamaron a la primera parte del canal Cordero, Angostura de Carvajal y canal de Carvajal, en honor de Ciriaco González Carvajal, un auditor de la Armada española en México (que presidiría la auditoría del viaje de Galiano y Valdés a su regreso).
Los españoles tuvieron dificultades para superar Rapids Dent, aunque por fin lograron hacerlo el 23 de julio. Fueron visitados nuevamente por canoas indígenas de los mismos nativos que habían conocido en Arran Rapids (a los que llamaban los «indios buenos»). Los nativos de nuevo les orientaron sobre las corrientes y les sugirieron la ruta deberían de adoptar. Además, les hicieron algunos mapas, mostrando qué canales se cerraban y qué entradas y estrechos llevaban al mar. Los mapas se hicieron colocando libros en una litera y lápices sobre una hoja de papel.
Después de que alcanzaron el extremo norte del canal Nodales, entre la isla Sonora y la isla Thurlow Este, los españoles decidieron seguir hacia el oeste a lo largo del actual canal Cordero, llamando a esa sección canal del Engaño. Entraron el 26 de julio y progresaron rápido a otra sección del estrecho, a la que bautizaron como canal de Olavide. Fueron arratrados por la corriente en la sección que ellos llamaron canal de Cardero, incapaces de dirigir o avanzar con los remos. Al final del día fueron capaces de anclar en la boca de entrada del Loughborough Inlet (canal de Salamanca).
Los barcos españoles dejaron su anclaje en Viana el 27 de julio de 1792, y entraron en el actual canal Chancellor, dejando el canal de Cordero. Cuando llegaron a la isla Hardwicke se volvieron hacia el noroeste, dejando el canal Chancellor y entrando en el canal Wellbore (que ellos bautizaron como canal de Nuevos Remolinos), que los llevó al canal Sunderland y, finalmente, al estrecho de Johnstone.